# Bastiano de' Rossi
Bastiano de' Rossi, dit l’Inferrigno, est un littérateur italien qui vécut au XVIe siècle.

## Biographie
Un des fondateurs et le premier secrétaire de l'Académie de la Crusca, à Florence, il se fit remarquer parmi les adversaires les plus acharnés du Tasse, dans la longue et virulente controverse littéraire qui s'éleva au sujet de la Jérusalem délivrée. Rossi, qui avait pris lui-même le surnom d’Inferrigno, en latin Ferreus, pour annoncer l'inflexibilité de son caractère, poussa l'acharnement contre le Tasse jusqu'à empêcher qu'on ne donnât une place au célèbre poète parmi les auteurs cités dans le Dictionnaire de l'Académie de la Crusca, et il rédigea lui-même l'arrêt en style burlesque rendu par cette Académie contre la Jérusalem délivrée.

## Œuvres
On a de lui quelques écrits de peu de valeur, entre autres :
- Lettere nella quale si ragiona di Torquato Tasso (Florence, 1585 in 8°);
- Descrizione del magnificentissimo apparato e de' maravigliosi intermedi fatti per la commedia rappresentata in Firenze nelle nozze del signor D. Cesare d'Este (1585, in-4°), etc.;

des éditions du Dictionnaire della Crusca et des éditions médiocres de 
- la Divina commedia (1595, in-8°),
- du Traité d'agriculture de Crescenzi (1605),
- de l’Histoire de la guerre de Troie de Guido de Colonne, etc.

## Source
- Grand dictionnaire universel du XIXe siècle